# 斯蒂芬妮·安·麦克弗森
斯蒂芬妮·安·麦克弗森（英語：Stephenie Ann McPherson，1988年11月25日—）是一名专长于400米赛跑的牙买加田径运动员。麦克弗森在2013年世界田径锦标赛上参加了400米赛跑并以第三名完赛。麦克弗森也是2014年世界室内田径锦标赛的银牌得主。